# Говард Ґарднер
Говард Ерл Ґарднер (* 11 липня 1943 Скрентон, штат Пенсільванія) — американський педагог. Професор когнітивної психології та педагогіки в Гарвардській аспірантурі та доцент кафедри психології Гарвардського університету. Ґарднер має успіх як автор науково-популярних книг, а також займається питаннями нейроетики. Він розробив альтернативну теорію інтелекту, — теорію множинного інтелекту.

## Життя
Батьки Ґарднера, Ральф і Гільда Ґарднер, як євреї, втекли від переслідувань нацистів з Нюрнберга в 1938 році разом зі своїм сином Еріком. Незадовго до народження Говарда Ґарднера його брат загинув в аварії на санях. Про втечу та смерть брата ніколи не згадувалося в дитинстві Ґарднера, але, за його власним визнанням, вони мали великий вплив на його розвиток та мислення.
Спочатку Ґарднер навчався в Гарвардському університеті з метою стати юристом, але під впливом Еріка Еріксона звернувся до психології та педагогіки і отримав ступінь доктора філософії в 1971 році. Тоді він був викладачем, а з 1986 року професором Гарвардської школи педагогіки. В даний час він є професором когнітивної психології та педагогіки Джона Г. та Елізабет А. Гоббсів. У Гарварді він є спів-директором проєкту Project Zero.
У 1995 році Ґарднер був обраний до Американської академії мистецтв і наук. З 2006 року його обрали членом Американського філософського товариства.
Гарднер є доволі цитованим автором, багато хто посилається на його перелік різних видів інтелекту, часом доповнюючи їх та інтерпретуючи
Ґарднер одружений вдруге і має четверо дітей.

## Нагороди
- 1981: стипендія Макартура
- 1990: Премія Ґрейвмеєра
- 2011: Премія принцеси Астурійської (соціальні науки) [11]

## Вибрана бібліографія
- The quest for mind: Piaget, Levi-Strauss, and the structuralist movement. University of Chicago Press, Chicago 1973.
- The shattered mind: the person after brain damage. Knopf, New York 1975.
- Frames of mind: the theory of multiple intelligences. Basic Books, New York 1983, ISBN 0-465-02510-2.
- The mind’s new science: a history of the cognitive revolution. Basic Books, New York 1985, ISBN 0-465-04634-7.
- The unschooled mind: how children think and how schools should teach. Basic Books, New York 1991, ISBN 0-465-08895-3.
- Multiple intelligences: the theory in practice. Basic Books, New York 1993, ISBN 	0-465-01822-X.
  - completely revised and updated Multiple intelligences: new horizons. Basic Books, New York 2006, ISBN 978-0-465-04768-0.
- Creating minds: an anatomy of creativity seen through the lives of Freud, Einstein, Picasso, Stravinsky, Eliot, Graham and Gandhi. Basic Books, New York 1993, ISBN 0-465-01454-2..
- Leading minds: an anatomy of leadership. Basic Books, New York 1995, ISBN 0-465-08280-7.
- (співавт.) Mindy Kornhaber und Warren Wake: Intelligence: Multiple Perspectives. Harcourt Brace College Publications, Fort Worth 1996, ISBN 0-03-072629-8.
- Extraordinary minds: portraits of exceptional individuals and an examination of our extraordinariness. Basic Books, New York 1997, ISBN 0-465-04515-4.
- Intelligence reframed: multiple intelligences for the 21st century. Basic Books, New York 1999, ISBN 0-465-02610-9..
- (співавт.) Mihály Csíkszentmihályi and William Damon: Good work: when excellence and ethics meet. Basic Books, New York 2001, ISBN 0-465-02607-9.
- Changing minds: the art and science of changing our own and other peoples minds. Harvard Business School Publishing, Boston 2004, ISBN 1-57851-709-5.
- Five minds for the future. Harvard Business School Publishing, Boston 2006, ISBN 1-59139-912-2.
- (співавт.) Katie Davis: The app generation: how today's youth navigate identity, intimacy, and imagination in a digital world. Yale University Press, New Haven 2013, ISBN 978-0-300-19621-4.

## Вебпосилання
- Бібліографія. Говард Ґарднер // Німецька національна бібліотека
- Офіційна домашня сторінка Ґарднера [Архівовано 23 квітня 2021 у Wayback Machine.]
- Приватна домашня сторінка Ґарднера [Архівовано 6 травня 2021 у Wayback Machine.]
- портрет [Архівовано 11 жовтня 2017 у Wayback Machine.]